# Mro Jomani
Mro Jomani (auch: Mroni Jomani) ist ein Fluss auf Anjouan, einer Insel der Komoren in der Straße von Mosambik.

## Geographie
Der Fluss entspringt in einem Tal unterhalb und südlich von Koni Djodjo im Zentrum von Anjouan und verläuft nach Osten. Er läuft an Limbi vorbei und mündet bei einem nördlichen Vorort von Domoni in die Straße von Mosambik.